# 罗尔夫·莱夫达尔
罗尔夫·莱夫达尔（挪威語：Rolf Lefdahl，1882年8月13日—1965年2月5日），生于奥斯陆，挪威男子竞技体操运动员。他曾获得1908年夏季奥运会体操比赛男子团体全能银牌。他于1965年在貝魯姆去世。